# Milton George Henschel
Milton George Henschel (Kentucky, 1920. augusztus 9. – Brooklyn vagy New York, 2003. március 22.) a Watch Tower Bible and Tract Society of Pennsylvania társulatban betöltött elnöki tisztsége miatt vált ismertté. Frederick William Franz halála után ő kapta meg ezt a megbízást, ő pedig Don A. Adams javára mondott le.

## Életének korai szakasza
1934-ben települt családja Brooklynba, amikor apja – Herman George Henschel – Jehova Tanúi nyomda és szállás építései projektjében vett részt. Már kamaszkorában megkeresztelkedett Jehova Tanújaként.
1956-ban vette feleségül Lucille Bennett-et. Bejárta a világot a fiókhivatalokban különböző adminisztratív feladatokat ellátva. Barátai azt mondták róla, hogy gyakorlatias, alkalmazkodó, megbízható és kedves ember volt.
1939-ben Nathan Homer Knorr – 1942-től a Szervezet elnöke – titkára lett és elsősorban a nyomtatás felügyeletét látta el. Amikor Knorr elnök lett, továbbra is Miltont alkalmazta titkáraként, így kb. 150 országba látogattak el együtt.
1963-ban a Libériai Köztársaságban egy vallási konferencián több társával együtt letartóztatták és bántalmazták. Néhány hónap múlva azonban visszatért és a libériai elnökkel találkozott, hogy vallásszabadságot kérjen Jehova Tanúinak.

## Szolgálata elnökként
1992-ben lett elnök, és 2000-ig maradt hivatalban.
2000-ben nagy változások történtek és a Vezető Testület úgy határozott, hogy tagjai egyáltalán nem fognak közvetlen szervezeti kérdésekkel – csak az írói munkákkal- foglalkozni, a szervezetet pedig különböző bizottságok vezetik és irányítják.
Henschel munkáját így a Szervezetben Don A. Adams végezte tovább.

## Külső hivatkozások
- Milton George Henschel
- Milton fényképe